# Route nationale I-7 (Bulgarie)
La route nationale I-7 (en bulgare : Републикански път I-7) est une route nationale de l'est de la Bulgarie.
Elle s'étend de Silistra, à la frontière entre la Bulgarie et la Roumanie jusqu'à Lesovo à la frontière entre la Bulgarie et la Turquie.

## Description
La route part de la frontière avec la Roumanie au poste frontière de Silistra-Cullarash, traverse la partie orientale de la ville et se dirige vers le sud.
Après 9 kilomètres elle traverse la plaine orientale du Danube.
Après avoir traversé la ville d'Alfatar, la route pénètre progressivement dans la partie vallonnée de la plaine, le Loudogorié.
Elle traverse le village de Cherkovna et l'est et le sud-est de la ville de Doulovo, après quoi elle entre dans la région de Choumen.
Au nord de Choumen, elle passe sous l'A2 avec laquelle elle n'a pas de jonction.
Elle partage le pacours de la I-2 sur quelques kilomètres.
Au sud-est, elle croise la II-73, qui mène à Karnobat par le col de Rish (en).
Apres avoir croisé la II-48, elle passe à proximité de la zone d'entraînement militaire de Nowo Selo puis croise les I-6  et III-707.
Plus loin, après un croisement avec l'A1, elle contourne Yambol puis Elchovo et se termine au poste frontière de Lessewo-Hamzabeyli (bg).

## Tracé
| Km     | Agglomérations | Carte interactive |
| ------ | -------------- | ----------------- |
| 0 km   | Silistra       |                   |
|        | Doulovo        |                   |
| 122 km | Choumen        |                   |
| 138 km | Veliki Preslav |                   |
|        | Yambol         |                   |
| 298 km | Elhovo         |                   |
| 306 km | Granitovo      |                   |
| 327 km | Lesovo         |                   |

## Voir  aussi